# Francisco Bento Maria Targini

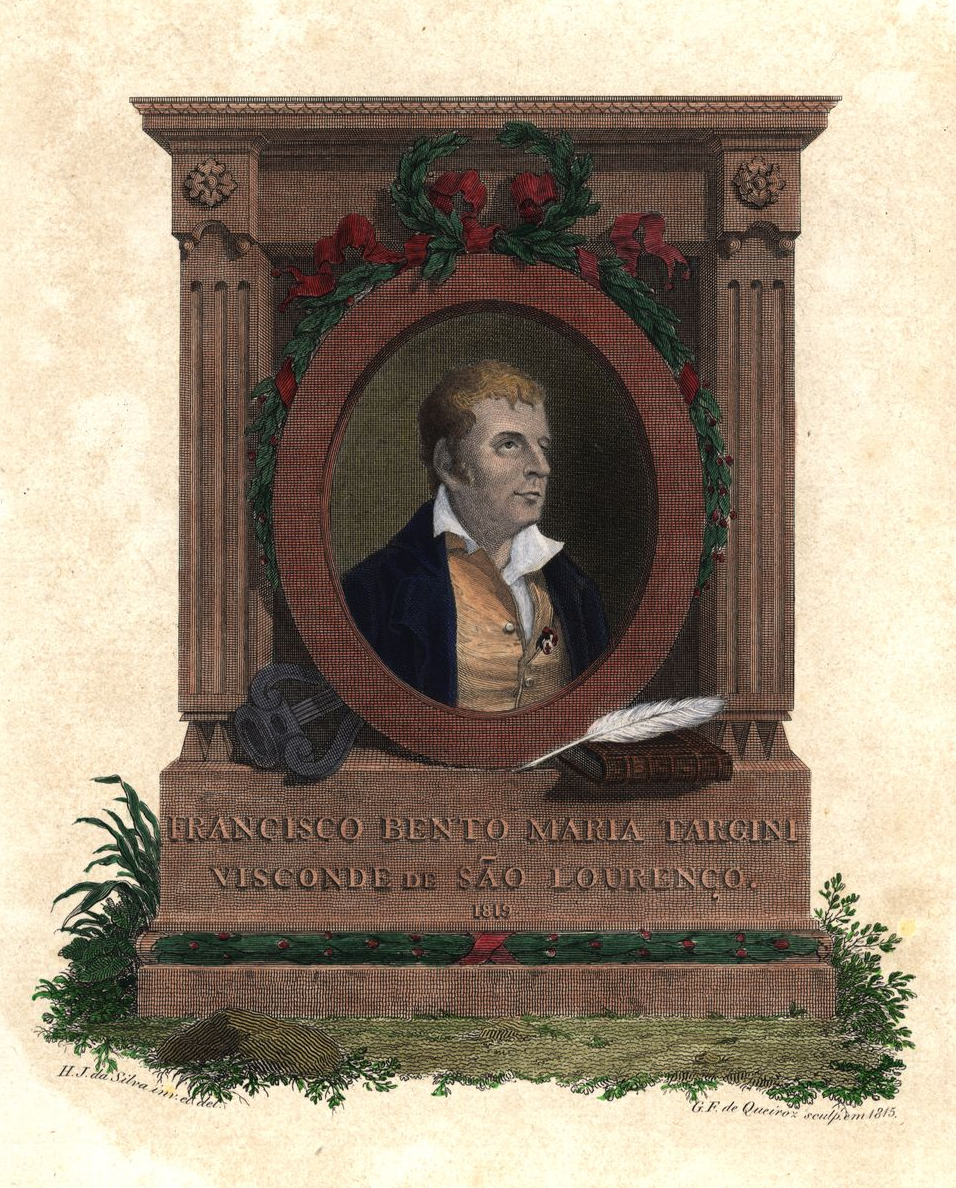
Retrato do Visconde de São Lourenço, Biblioteca Nacional de Portugal

Francisco Bento Maria Targini, segundo barão e único visconde de São Lourenço, (Freguesia de Loreto, hoje Encarnação, Lisboa, 16 de outubro de 1756 — Paris, 1827) foi um nobre português.
Francisco Martiniano Bento Maria Targini era filho de Leopoldo Pascuale Maria Targini (Italiano batizado em Foggia - Reino de Nápoles) e Anna Thereza Joaquina de Castro, de família portuguesa.  Neto de Francisco Targini e Maria Magdalena Belicari (Italianos). Francisco Bento foi um requisitado guarda livros das casas nobres de Portugal. Uma série de erros na biografia de Targini, quanto à sua origem, constam em vários livros, artigos, teses, e até mesmo dicionários, devido aos autores repetirem os seus precursores, sem consultar os documentos originais. Pertencente a uma família de intelectuais, Francisco Bento logo se destacou pela sua inteligência e gosto pelo estudo. Amante da filosofia, estudou os pensamentos dos filósofos da antiguidade e, principalmente, dos iluministas. Seu preparo e inteligência lhe possibilitaram, que em 1776, com apenas 20 anos, fosse nomeado funcionário do Real Erário, como Escrivão da Fazenda Real, onde se destacou. Ali serviu até 1783. Tudo lhe interessava e seus estudos lhe foram de  grande valia, quando de sua vinda para o BrasiL, em 1783, nomeado Escrivão da provedoria da capitania, mediante Patente Régia de D. Maria I.
Pelo conhecimento que adquiriu nas aulas de Geografia, Hidrografia, Pilotagem e Desenho Civil e Militar, pode informar à Corte das riquezas encontradas na Capitania do Ceará, e fazer estudos, que redundaram em um melhor aproveitamento do porto na Enseada de Mocuripe, junto a Fortaleza. Desenhou mapas da região. Fez levantamento das tribos indígenas existentes e, ainda, desempenhou com sucesso, o cargo para o qual foi nomeado, de Escrivão e Deputado da Capitania. Bernardo Manoel de Vasconcelos, primeiro capitão-mor da Província do Ceará, que se tornara autônoma de Pernambuco em 17 de janeiro de 1799, teceu grandes elogios à cultura de Targini, principalmente quando precisou recorrer a estes mapas, para melhor conhecer as terras cuja administração lhe fora confiada pela Rainha. (“Notas para a História do Ceará”, de Guilherme Studart, pag. 495, citando relatório feito por Bernardo Manoel de Vasconcelos). Percebendo a importância dos princípios revolucionários de Immanuel Kant, fez a primeira tradução, para o português, do livro do francês Charles Villers, que, em 1801, havia traduzido e publicado o tratado sobre “A Filosofia de Kant ou Princípios Fundamentais da Filosofia Transcendental”. Em virtude disto, torna-se a obra do grande filósofo alemão conhecida e admirada no Brasil e em Portugal. Recorrentes erros na biografia de Francisco Bento Maria Targini  levam à injusta difamação de seu nome. A amizade e admiração por D. João VI era recíproca e isto, mais a rigidez com que mantinha os gastos com o dinheiro público, lhe granjeava um grande número de desafetos e tramoias para derrubá-lo.
Por outro lado, seu posicionamento político, muito conservador, ferrenho defensor do poder absoluto do Monarca, desencadeou uma série de intrigas por parte dos defensores das teorias liberais, tendo, principalmente, entre eles o jornalista brasileiro, com cidadania inglesa, há muitos anos radicado em Londres, Hypóllito da Costa. Hypóllito da Costa, em seu jornal, Correio Braziliense, publicado em Londres, que tinha como meta derrubar o poder absoluto dos reis, usava de todos os métodos válidos na época, para isto, como a ironia, a falsidade, a difamação e a ofensa para com os que participavam do Governo. Criticava a escolha de Targini, para Tesoureiro do Erário Real e o pintava como "um ignorante, que mal tinha conhecimento dos princípios básicos de escrituração e de quem nunca se ouvira falar que tivesse uma só boa qualidade e ainda por cima corrupto e rico com o dinheiro que roubava do Tesouro." Surgiam no Rio de Janeiro, publicados em pasquins apócrifos, escritos difamatórios, que os detratores da Monarquia diziam “ser do povo”. Por ser um nobre e funcionário direto do Rei, o costume e a etiqueta não permitiam a Targini se defender, pelos mesmos meios impressos. Assim, Hypóllito se aproveitava disto, para difamar o Tesoureiro e derrubá-lo de seu posto. Até os dias de hoje, autores copiando de autores, fazem circular estes escritos difamatórios, quando querem dar um exemplo de corrupção no Governo, sem que procurem saber quem os escreveu, como surgiram e se não era mentiras implantadas por inimigos políticos. Contudo, todos os que privavam com Targini, e até mesmo Hyppólito, sabiam bem que, além de ser um profundo conhecedor de Finanças Públicas, desde a mocidade o Tesoreiro Mor era poeta, escritor e tradutor, lia, falava e escrevia o grego, o latim, o inglês, o francês, o italiano, o espanhol, formado pela escola de Comércio de Lisboa.

## Obras
- Tradução de “O Paraíso Perdido” de John Milton.

Tradução, com anotações e comentários, do poema épico de John Milton, 2 vol. Paris. Tipografia de Firmino Didot.
- Tradução de “Ensaio Sobre o Homem”, de Alexandre Pope, 3 tomos.

[Pope, Alexander, An Essay on Man. London. Tradução do “Messias, Écogla Sagrada”, em versos, publicada em Londres, em 1819. “ À memória de Bartholomeo Montano, médico do Hospital Real de S. José, sócio correspondente da Real Academia das Sciencias de Lisboa, &c.” “Ode ao Conde de Arcos, no dia de seu aniversário”.

## Condecorações
Em sua vida recebeu os seguintes títulos e nomeações:
- 1776, com apenas 20 anos, nomeado funcionário do Real Erário, como Escrivão da Fazenda Real.
- 1783 - Nomeado, como Escrivão da provedoria da capitania, mediante Patente Régia de D. Maria I.
- 1791 - Comendador das ordens de Cristo e de Nossa Senhora da Conceição de Vila Viçosa, do conselho da rainha D. Maria I, etc.
- 1799 - Sendo o Ceará emancipado de Pernambuco, em 24 de janeiro de 1799, foi criada a Junta de Fazenda Autônoma da Capitania do Ceará, por Carta Régia da rainha, sendo Francisco Bento Maria Targini nomeado por despacho, já no dia 25, como Escrivão e Deputado, demonstrando, mais uma vez, a confiança que D. Maria I e o Príncipe D. João tinham por sua pessoa.
- 1808 - Conselheiro da Fazenda. Titulo do Conselho por Alvará de 13 de Outubro de 1808 (Livro 1.° fol. 100) e respectivamente Tesoureiro Mor.
- 1811 - Agraciado com o título de Barão de São Lourenço, por decreto de 17 de Dezembro de 1811 (Alvará de 20 de Dezembro de 1811. Livro 18.° fol. 187 verso).
- 1819 - Agraciado com o título de Visconde de São Lourenço, por decreto de 3 de Maio de 1819.

## Vida pessoal
Casou-se em Lisboa, na Igreja de São Nicolau, em 3 de novembro de 1791, com Maria Leonor de Santana Freire, nascida em Anjos, Lisboa, em 18 de julho de 1761.
Em 1827, Francisco Bento Maria Targini morreu pobre, em Paris, vivendo de pensão que lhe concedeu D. Pedro I, por mérito.